# Probezzia unica
Probezzia unica är en tvåvingeart som först beskrevs av Oskar Augustus Johannsen 1934.  Probezzia unica ingår i släktet Probezzia och familjen svidknott.
Artens utbredningsområde är New York. Inga underarter finns listade i Catalogue of Life.